# Maurice Moberg
Maurice Gösta Moberg, född 13 december 1923 i Stockholm, död 2014, var en svensk målare.
Han var son till rammakaren Gustaf Moberg och Elna Johansson och från 1944 gift med Brita Ingeborg Harriet Sofia von Knorring, äktenskapet upplöstes senare genom skilsmässa. Moberg studerade för Börje Hedlund vid Académie Libre i Stockholm 1948-1949 och för Lennart Rodhe 1950. Han vistades därefter ett år i Frankrike innan han gav sig ut på studieresor till bland annat Nederländerna, England, Spanien och Tyskland. Som San Michelestipendiat vistades han på Capri 1956. Separat ställde han ut på Galerie Æsthetica i Stockholm 1952 och på Galerie Lucy Krogh i Paris 1956 samt medverkade i ett flertal samlingsutställningar på Liljevalchs konsthall. Hans konst består av landskapsmåleri med tonvikten lagd från sina studieresor i de sydliga länderna. Moberg är representerad vid Stockholms tunnelbana, SE-Banken, Svenska Verkstadsföreningen, Waxholmsbolaget, Wennergren Center och Stockholms läns landsting.